# Оружейная афера
Оружейная афера — сделка по покупке израильского оружия, совершенная во время правления Марта Лаара. Эстонское государство закупило оружие и оборудование у израильской государственной компании Таас Маарахот на сумму 785 миллионов крон ($ 50 млн.). Этот контракт, заключенный, как потом выяснилось, без ведома не только парламента, но и оборонного ведомства, стал одной из причин досрочной отставки правительства Марта Лаара. По мнению критиков действий тогдашнего правительства, даже если Эстония и нуждалась бы в таком количестве оружия, такие расходы ей были не по карману.

## Заключение сделки
В 1993 году мало кто соглашался продавать оружие Эстонии, но Израиль стал исключением, хотя предлагал вооружение по завышенным ценам, а его качество казалось сомнительным.
В июле 1992 года правительство Тийта Вяхи уполномочило Леонида Апананского, торгового представителя Эстонии в Израиле, вести переговоры о закупках оружия. Однако реализация затеи досталась новому главе правительства Марту Лаару. Уже в октябре того же года полковники Лаанеотс, Апананск и Тоомас Пуура посетили несколько израильских оружейных заводов.
Соглашение о закупке оружия с израильской государственной компанией AGAIN Israel Industries Ltd. было подписано 7 января в 1993 года. Уже 5 февраля того же года эстонское правительство выплатило единовременный аванс в размере 5 млн долларов, взяв кредит под 8 % в собственном Северо-Эстонском банке. Общая сумма сделки должна была быть выплачена до 2000 года.
Сообщение о намерении правительства закупить оружие у Израиля попало в прессу уже 15 января 1993 года. 22 мая это публично подтвердил и командующий Силами обороны Эстонии Александр Айнзельн.

## Содержание сделки
Сделка обеспечила Силы обороны Эстонии автоматами типа «Галиль» (около 12 000), пистолетами-пулемётами «Мини-Уз», ручными пулемётами «Негев» (200), миномётами Б-455, зенитными установками ЗУ-23-2, противотанковыми орудиями М40А1 (30), противотанковыми ракетами МАПАТС (10), а также современными радиостанциями, боевой техникой и патронами к купленному огнестрельному оружию. Большинство вооружения соответствовало требованиям НАТО, и стандартам, позволяющим укрепить национальную оборону страны.
Бо́льшая часть оружия до сих пор состоит на вооружении страны, и используется в том числе и в зарубежных миссиях.

## Прибытие вооружения
Первая партия вооружения (винтовки, пулемёты, гранатометы, миномёты, пушки, бронежилеты и лицевые щитки) была доставлена самолётом 17 мая 1993 года. Ещё одна партия оружия, была доставлена самолётом 3 февраля 1994 года.
Позже, в порт Таллина из Израиля прибыло 50 морских контейнеров. Выяснилось, что упакованные в них зенитные орудия явно непригодны к использованию. После оценки экспертов, Минобороны связалось с вице-президент компании. На следующий день он дал ответ, заявив, что 50 исправных зенитных орудий будут доставлены в Таллин бесплатно.
Вместе с пушками в Эстонию прибыло 210 пулемётов российского производства, которые Эстония даже не заказывала. Комиссия установила, что стволы пушек и другие их части имели разные номера, что свидетельствовало о том, что они были собраны из нескольких частей. К тому же оружие было деформировано, а снаряды, покрытые свежей краской, имели видимые повреждения. Так же боеприпасы оказались устаревшими и датировались 1971 и 1981 годами выпуска. Были найдены другие дефекты: ни одна из испытанных легких мин не засветилась при контрольных выстрелах; машинный комплекс не имел ключей регулировки цели; а миномёты прибыли без огневых столов.
Последняя партия товаров должна была поступить в 1995 году, но добралась до Эстонию лишь спустя 5 лет, в 2000 году.
Устаревшие, поврежденные, неисправное и некомплектное вооружение было заменено за счет продавца. Первая партия осталась бесплатной.